# Kilometrul zero

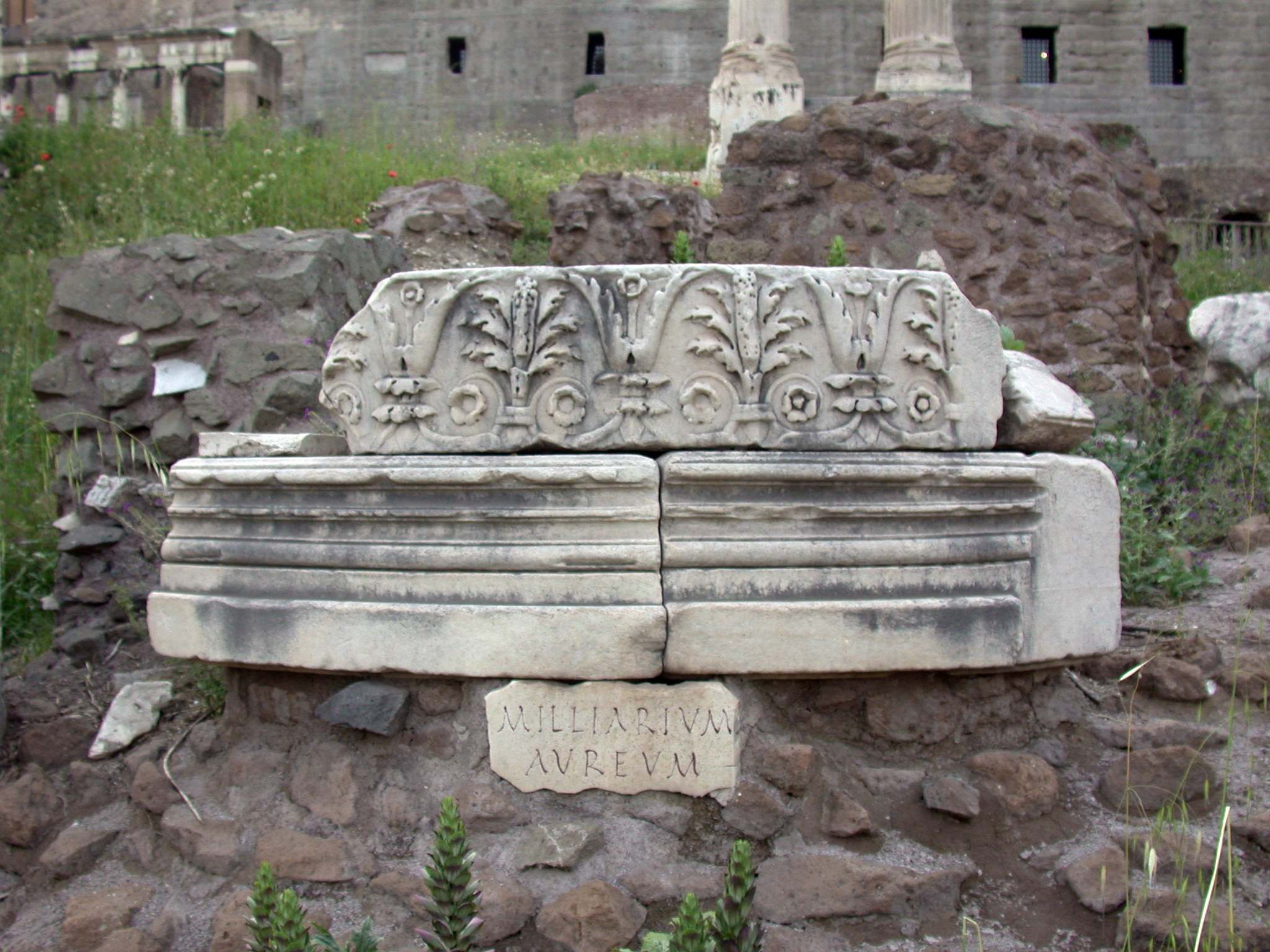
”Miliarium Aureum” din Roma

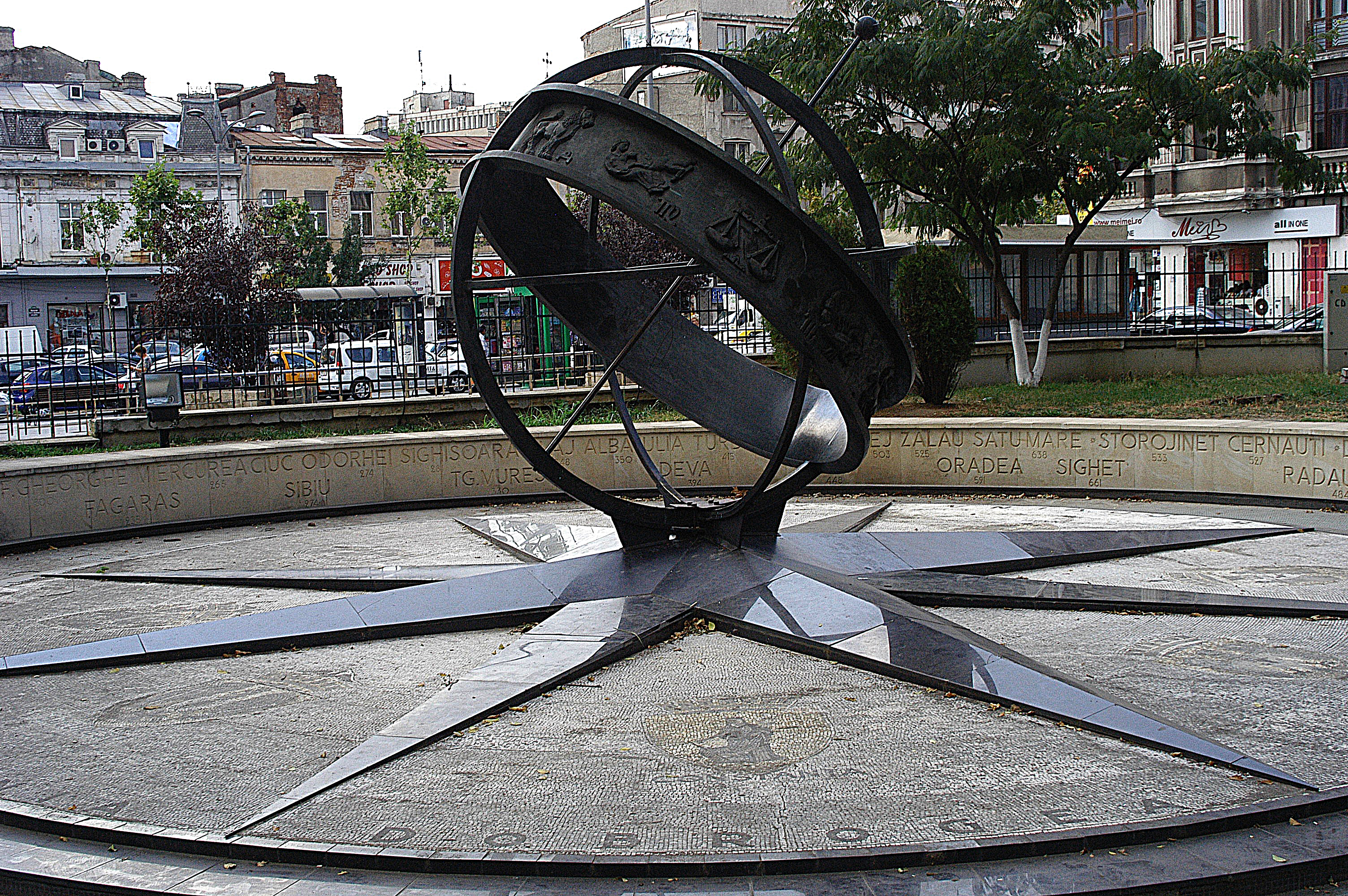
Kilometrul zero din București

Punctul zero sau kilometrul zero este în multe țări un anumit loc (adesea situat în capitală) din care sunt calculate în mod tradițional distanțele rutiere. Există un concept similar și pentru unele orașe secundare, doar pentru drumurile care nu trec prin capitală. Din motive istorice, punctul zero este de multe ori oficiul poștal din centrul orașului.
Cel mai cunoscut marcaj de acest fel, care a supraviețuit din antichitate, este Milliarium Aureum (în română „piatra de hotar de aur”), o coloană de marmură acoperită cu bronz aurit ridicată lângă templul lui Saturn, într-o extremitate a Forumului roman din Roma antică, considerat a fi la originea maximei „toate drumurile duc la Roma”.